# Rivière Trenche
Der Rivière Trenche ist ein linker Nebenfluss des Rivière Saint-Maurice in der kanadischen Provinz Québec.

## Flusslauf
Der Rivière Trenche entspringt 90 km westlich von dem am Lac Saint-Jean gelegenen Roberval in den Laurentinischen Bergen. Anfangs durchfließt er die kleinen Seen Étang Gémil und Lac du Chapeau in südlicher Richtung und erreicht den See Lac Trenche, an dessen Abfluss sich die 1960 erbaute 1,5 m hohe und 53 m breite Barrage du Lac-Trenche (⊙) befindet. Der Rivière Trenche fließt ein Stück in südsüdöstlicher Richtung. Dabei fließen ihm die Nebenflüsse Rivière Trenche Sud von rechts, sowie Rivière de la Tête à l’Ours, Rivière Trenche Est und Rivière Raimbault von links zu. Er fließt nun in südlicher Richtung und erreicht nach insgesamt 150 km das Nordufer des Lac Tourouvre, einen Stausee am Rivière Saint-Maurice.